# Vasili Cherniáyev
Vasili Matvéyevich Cherniáyev (transliteración de Васи́лий Матве́евич Черня́ев (1794, Kalitva Vorónezh - 1871, Járkov) fue un botánico y micólogo ruso, investigador de la flora de Ucrania, profesor de la Universidad de Járkov.

## Biografía
Llamado por la vocación, entra al seminario de Vorónezh, dejando en 1812 Moscú, a la espera de entrar en el Departamento de Medicina de la Universidad de Moscú.
En tiempo que el ejército napoleónico se acercaba a Moscú, y sus muchos de sus habitantes dejaban la capital; Cherniáyev también deja Moscú, pero debido a la falta de medios tiene que hacerlo a pie hasta Járkov.
En 1813 con la ayuda de algunos profesores se matriculó en el primer curso del departamento médico de la Universidad de Járkov.
En 1817 Cherniáyev se graduaba de la Universidad de Járkov con el título de Candidato en ciencias. El talento del joven naturalista, su dedicación por las ciencias naturales enfocaba su atención a los instructores. En 1916, aun siendo graduado Cherniáyev fue incorporado como supervisor de la oficina de zoología de la Universidad.
En septiembre de 1819 se encarga de la enseñanza del curso de historia natural (los tres reinos de la naturaleza) para los estudiantes de todos los departamentos.
En 1820 obtiene el título de doctor.
- La abreviatura «Czern.» se emplea para indicar a Vasili Cherniáyev como autoridad en la descripción y clasificación científica de los vegetales.[1]